# Kohden
Kohden, wahrscheinlich aus mittelhochdeutsch „Kote“, was Kötter bedeutet, ist ein Stadtteil von Nidda im hessischen Wetteraukreis. Er liegt nördlich der Kernstadt von Nidda und ist mit dieser nahtlos verbunden.

## Geschichte

### Ortsgeschichte
Aus dem Jahr 1187 stammt die älteste bekannte urkundliche Erwähnung Kohdens unter dem Namen Coden. Das Dorf gehörte zur Grafschaft Nidda, und so ist seine Geschichte eng mit der Niddas verknüpft. Graf Berthold II. von Nidda, selbst Lehnsmann der Abtei Fulda, schenkte im Jahre 1187 dem Johanniterorden die Pfarrei Nidda mit zahlreichen Liegenschaften und Einkünften aus der näheren und weiteren Umgebung, darunter auch solche in Kohden, wie es heißt, zum Freikauf seiner Sünden und zum Seelenheil seiner Eltern. Aus dieser sogenannten Johanniterurkunde geht hervor, dass die Bewohner Kohdens jährlich den „kleinen Zehnten“ (Baum- und Gartenfrüchte) sowie 1 Malter Hafer an die Johanniter abgeben mussten.
Die Alteburg, von der heute nur noch geringe Reste sichtbar sind, soll jedoch schon um die Mitte des 12. Jahrhunderts dem durch Kaiser Friedrich Barbarossa wegen Landfriedensbruchs mit der Reichsacht belegten Grafen Berthold I. von Nidda als Raubritternest gedient haben.
Im Jahre 1205 fiel die Grafschaft Nidda, und mit ihr Kohden, durch Heirat und Erbschaft an die Grafen von Ziegenhain. Als Graf Johann II. von Ziegenhain und Nidda 1450 kinderlos starb, kamen die beiden Grafschaften an die Landgrafschaft Hessen.
Aus einem Salbuch des Amtes Nidda, das unter Landgraf Philipp dem Großmütigen (1504–1567) angelegt wurde, lässt sich zum ersten Mal ein genaues Bild von den damaligen Rechtszuständen in Kohden ableiten. Danach war Kohden ein Dorf, das zum Gericht Nidda gehörte und daher dem Landgrafen von Hessen bzw. dessen Amtmännern in Nidda unterstand. Im Einzelnen wurde aufgeführt, welche Aufgaben und Frondienste die Kohdener Grundhörigen zu leisten hatten, wobei deutlich unterschieden wurde zwischen solchen, die einen Pflug besaßen – insgesamt 8 – und solchen, die ohne Pflug waren: 19. Der größte Teil des kultivierten Bodens scheint damals dem Landgrafen gehört zu haben, aber auch die Johanniterkomturei war zumindest bis zur Einführung der Reformation in der Gemarkung Kohden reich begütert.
Nach dem Tode Philipps des Großmütigen fiel die Grafschaft Nidda 1567 bei der Teilung Hessens an den Landgrafen Ludwig IV. von Hessen-Marburg, nach dessen Tod 1604 an die Landgrafschaft Hessen-Darmstadt.
1821 wurde das nunmehrige Großherzogtum Hessen-Darmstadt, bestehend aus den Provinzen Oberhessen und Starkenburg, zur besseren Verwaltung in Landratsbezirke eingeteilt; Kohden mit seinen ca. 360 Einwohnern gehörte zum Landratsbezirk Nidda in der Provinz Oberhessen.
Die Statistisch-topographisch-historische Beschreibung des Großherzogthums Hessen berichtet 1830 über Kohden:

„Kohden (L. Bez. Nidda) evangel. Filialdorf; liegt an der Nidda, und 1⁄4 St. von der Stadt Nidda. Der Ort hat 68 Häuser und 361 evangelische Einwohner, unter welchen 42 Bauern und 38 Professionisten, und unter letztern 10 Häfner sich befinden. Auch ist hier eine Ziegelei. – Der Ort hat seinen Namen von Kotten (Salzsoden). Die ältesten Nachrichten über das Salzwerk sind von 1577, aus welchen erhellt, daß es hauptsächlich wegen Holzmangel, und weil es die Kosten nicht deckte, in Abnahme gekommen, damals aber einem von Dorneck überlassen worden war.“

1874 gab es im Großherzogtum Hessen-Darmstadt wieder eine Verwaltungsreform: Die Kreise wurden neu geordnet, der Kreis Nidda wurde aufgelöst und dem Landkreis Büdingen zugeschlagen. Zu dieser Zeit hatte Kohden etwa 420 Einwohner, vorwiegend Landwirte, Handwerker und Tagelöhner. Über ihre Heimatgemeinde bekannt waren vor allem die Kohdener Töpfer, die ihre Ware mit eigenen Fuhrwerken bis in die ein bis zwei Tagesreisen entfernt gelegenen Butzbach und im östlichen Taunus verhandelten. Das Absatzgebiet erstreckte sich bis zum Weiltal, und noch heute findet man dort in den bäuerlichen Haushalten unter dem irdenen Geschirr oft noch Kohdener Ware. Kohdener „Dibbe“ (Töpfe) sind heute auch im Freilichtmuseum Hessenpark ausgestellt. Der letzte Kohdener Brennofen, er stand in der Bachgasse, wurde erst 1983 abgebrochen.
Hessische Gebietsreform (1970–1977)
Im Zuge der Gebietsreform in Hessen fusionierten zum 1. Dezember 1970 die bis dahin selbständigen Gemeinden Bad Salzhausen, Borsdorf, Fauerbach bei Nidda, Geiß-Nidda, Harb, Kohden, Michelnau, Ober-Lais, Ober-Schmitten, Ober-Widdersheim, Stornfels, Ulfa, Unter-Schmitten, Wallernhausen und die Stadt Nidda zur neuen Stadt Nidda. Für die ehemals eigenständigen Gemeinden sowie für die Kernstadt wurden Ortsbezirke mit Ortsbeirat und Ortsvorsteher nach der Hessischen Gemeindeordnung eingerichtet.

### Verwaltungsgeschichte im Überblick
Die folgende Liste zeigt die Staaten und Verwaltungseinheiten, denen Kohden angehört(e):
- Vor 1450: Heiliges Römisches Reich, Grafschaft Ziegenhain, Amt Nidda
- 1450–1495: Erbstreit zwischen der Landgrafschaft Hessen und den Grafen von Hohenlohe
- ab 1450: Heiliges Römisches Reich, Landgrafschaft Hessen, Amt Nidda[10]
- ab 1567: Heiliges Römisches Reich, Landgrafschaft Hessen-Marburg, Amt Nidda[11]
- 1604–1648: Heiliges Römisches Reich, strittig zwischen Landgrafschaft Hessen-Darmstadt und Landgrafschaft Hessen-Kassel (Hessenkrieg)
- ab 1604: Heiliges Römisches Reich, Landgrafschaft Hessen-Darmstadt, Amt Nidda[12]
- 1787: Heiliges Römisches Reich, Landgrafschaft Hessen-Darmstadt,Oberfürstentum Hessen, Amt Nidda und Lißberg[13]
- ab 1806: Großherzogtum Hessen, Fürstentum Oberhessen, Amt Nidda[14][15]
- ab 1815: Großherzogtum Hessen, Provinz Oberhessen, Amt Nidda[16]
- ab 1821: Großherzogtum Hessen, Provinz Oberhessen, Landratsbezirk Nidda[17][Anm. 2]
- ab 1832: Großherzogtum Hessen, Provinz Oberhessen, Kreis Nidda
- ab 1848: Großherzogtum Hessen, Regierungsbezirk Nidda
- ab 1852: Großherzogtum Hessen, Provinz Oberhessen, Kreis Nidda
- ab 1867: Norddeutscher Bund,[Anm. 3] Großherzogtum Hessen, Provinz Oberhessen, Kreis Nidda
- ab 1874: Deutsches Reich, Großherzogtum Hessen, Provinz Oberhessen, Kreis Büdingen
- ab 1918: Deutsches Reich (Weimarer Republik), Volksstaat Hessen, Provinz Oberhessen, Kreis Büdingen
- ab 1938: Deutsches Reich, Volksstaat Hessen, Landkreis Büdingen[18][Anm. 4]
- ab 1945: Amerikanische Besatzungszone, Groß-Hessen, Regierungsbezirk Darmstadt, Landkreis Büdingen
- ab 1946: Amerikanische Besatzungszone,[Anm. 5] Hessen, Regierungsbezirk Darmstadt, Landkreis Büdingen
- ab 1970: Bundesrepublik Deutschland, Hessen, Regierungsbezirk Darmstadt, Landkreis Büdingen, Stadt Nidda
- ab 1972: Bundesrepublik Deutschland, Hessen, Regierungsbezirk Darmstadt, Wetteraukreis, Stadt Nidda

## Bevölkerung

### Einwohnerstruktur 2011
Nach den Erhebungen des Zensus 2011 lebten am Stichtag dem 9. Mai 2011 in Kohden 819 Einwohner. Darunter waren 51 (6,2 %) Ausländer.
Nach dem Lebensalter waren 117 Einwohner unter 18 Jahren, 221 waren zwischen 18 und 49, 183 zwischen 50 und 64 und 198 Einwohner waren älter. Die Einwohner lebten in 357 Haushalten. Davon 99 Singlehaushalte, 120 Paare ohne Kinder und 102 Paare mit Kindern, sowie 30 Alleinerziehende und 6 Wohngemeinschaften. In 93 Haushalten lebten ausschließlich Senioren/-innen und in 219 Haushaltungen leben keine Senioren/-innen.

### Einwohnerentwicklung
| • 1791: | 225 Einwohner                      |
| • 1800: | 221 Einwohner                      |
| • 1806: | 324 Einwohner, 64 Häuser           |
| • 1829: | 361 Einwohner, 68 Häuser           |
| • 1867: | 439 Einwohner, 95 bewohnte Gebäude |
| • 1875: | 436 Einwohner, 97 bewohnte Gebäude |

| Kohden: Einwohnerzahlen von 1791 bis 2022 | Kohden: Einwohnerzahlen von 1791 bis 2022 | Kohden: Einwohnerzahlen von 1791 bis 2022 | Kohden: Einwohnerzahlen von 1791 bis 2022 | Kohden: Einwohnerzahlen von 1791 bis 2022 |
| --- | ----------------------------------------- | ----------------------------------------- | ----------------------------------------- | ----------------------------------------- |
| Jahr |                                           |                                           |                                           | Einwohner                                 |
| 1791 | 1791                                      |                                           | 225                                       | 225                                       |
| 1800 | 1800                                      |                                           | 221                                       | 221                                       |
| 1806 | 1806                                      |                                           | 324                                       | 324                                       |
| 1829 | 1829                                      |                                           | 361                                       | 361                                       |
| 1834 | 1834                                      |                                           | 463                                       | 463                                       |
| 1840 | 1840                                      |                                           | 519                                       | 519                                       |
| 1846 | 1846                                      |                                           | 480                                       | 480                                       |
| 1852 | 1852                                      |                                           | 569                                       | 569                                       |
| 1858 | 1858                                      |                                           | 484                                       | 484                                       |
| 1864 | 1864                                      |                                           | 461                                       | 461                                       |
| 1871 | 1871                                      |                                           | 465                                       | 465                                       |
| 1875 | 1875                                      |                                           | 436                                       | 436                                       |
| 1885 | 1885                                      |                                           | 445                                       | 445                                       |
| 1895 | 1895                                      |                                           | 426                                       | 426                                       |
| 1905 | 1905                                      |                                           | 363                                       | 363                                       |
| 1910 | 1910                                      |                                           | 335                                       | 335                                       |
| 1925 | 1925                                      |                                           | 371                                       | 371                                       |
| 1939 | 1939                                      |                                           | 381                                       | 381                                       |
| 1946 | 1946                                      |                                           | 584                                       | 584                                       |
| 1950 | 1950                                      |                                           | 596                                       | 596                                       |
| 1956 | 1956                                      |                                           | 590                                       | 590                                       |
| 1961 | 1961                                      |                                           | 706                                       | 706                                       |
| 1967 | 1967                                      |                                           | 773                                       | 773                                       |
| 1970 | 1970                                      |                                           | 795                                       | 795                                       |
| 1980 | 1980                                      |                                           | ?                                         | ?                                         |
| 1990 | 1990                                      |                                           | ?                                         | ?                                         |
| 1996 | 1996                                      |                                           | 989                                       | 989                                       |
| 2000 | 2000                                      |                                           | 986                                       | 986                                       |
| 2006 | 2006                                      |                                           | 949                                       | 949                                       |
| 2010 | 2010                                      |                                           | 875                                       | 875                                       |
| 2011 | 2011                                      |                                           | 819                                       | 819                                       |
| 2016 | 2016                                      |                                           | 828                                       | 828                                       |
| 2019 | 2019                                      |                                           | 868                                       | 868                                       |
| 2022 | 2022                                      |                                           | 871                                       | 871                                       |
| Datenquelle: Historisches Gemeindeverzeichnis für Hessen: Die Bevölkerung der Gemeinden 1834 bis 1967. Wiesbaden: Hessisches Statistisches Landesamt, 1968. Weitere Quellen: LAGIS; Stadt Nidda; Zensus 2011 |                                           |                                           |                                           |                                           |

### Historische Religionszugehörigkeit
| • 1829: | 361 evangelische (= 100 %) Einwohner                                   |
| • 1961: | 551 evangelische (= 78,05 %) und 136 katholische (= 19,26 %) Einwohner |

## Vereine
Freiwillige Feuerwehr Kohden

## Politik

### Ortsbeirat
Ortsvorsteherin ist Gabriele Reichhold. (Stand April 2024)

### Wappen und Flagge
Ein eigenes Wappen besaß die Gemeinde Kohden erst seit dem 4. August 1961. Damals erteilte der Hessische Minister des Inneren der Gemeinde Kohden die Genehmigung, dass nachstehend beschriebene Wappen und die nachstehend beschriebene Flagge zu führen:
Blasonierung: „In Gold auf einem oben von je einem blauen Rebblatt beseiteten roten Johanniterkreuz aufgelegt ein schwarzer Herzschild mit achtstrahligem silbernen Stern.“
Flaggenbeschreibung: „Auf breiter weißer Mittelbahn – beseitet von je einer schmalen roten Seitenbahn – aufgelegt das Gemeindewappen.“
Die Rebblätter erinnern daran, dass bereits 1329 in einer Urkunde vom Kohdener Wein – fränkischer und gemeiner – die Rede ist. Das Johanniterkreuz verweist auf die erste urkundliche Erwähnung in der sog. Johanniterurkunde und der achtstrahlige Stern auf die einstige Zugehörigkeit Kohdens zur Grafschaft Ziegenhain. Aus der Zeit der Grafen von Nidda ist kein Wappen bekannt.

## Kulturdenkmäler
Siehe: Liste der Kulturdenkmäler in Kohden